# Chanteius santoensis
Chanteius santoensis är en spindeldjursart som först beskrevs av Schicha 1981.  Chanteius santoensis ingår i släktet Chanteius och familjen Phytoseiidae. Inga underarter finns listade i Catalogue of Life.